# 哈里森鎮區 (愛荷華州馬哈斯卡縣)
哈里森鎮區（英語：Harrison Township）是位於美國愛荷華州馬哈斯卡縣的一個行政鎮區。

## 地方資料
根據2010年美國人口普查的數據，哈里森鎮區的面積為63.82平方千米，當中陸地面積為63.76平方千米，而水域面積為0.06平方千米。當地共有人口608人，而人口密度為每平方千米9.53人。